# Blizzard North
Blizzard North — подразделение Blizzard Entertainment, известное созданием серии игр «Diablo». Студия была основана в Редвуде (Калифорния), и затем перемещена в Сан-Матео (Калифорния), в то время как головной офис Blizzard Entertainment располагался в Ирвайне.

## История
В 1993 году Максом Шефером, Эриком Шефером и Дэвидом Бревиком была основана компания Condor, занимающаяся созданием компьютерных игр. В 1995 году свет увидела их первая игра — Justice League Task Force. В 1996 году, примерно за девять месяцев до выпуска будущей Diablo, компания была куплена корпорацией Blizzard Entertainment и переименована в Blizzard North. В 2000 году студия выпустила продолжение успешной игры — Diablo II, а ещё годом позже — дополнение к ней Lord of Destruction.
В 2000 году компанию покинули Майк О’Брайен, Патрик Уайатт и Джефф Стрейн, которые впоследствии основали компанию ArenaNet.
В июне 2003 года в разработке находилось две новых игры, однако к 30 июня несколько ключевых работников покинуло Blizzard North, чтобы сформировать новые компании: Flagship Studios и Castaway Entertainment. Компанию оставило порядка тридцати сотрудников. Увольнения были отчасти обусловлены конфликтом с владельцем Blizzard Entertainment — Vivendi, отчасти — желанием работников создать что-то новое. Уход разработчиков имел типичные последствия — один из проектов был закрыт.
1 августа 2005 года компания Blizzard Entertainment объявила о закрытии подразделения Blizzard North в связи с неудовлетворительной работой и, в частности, с медленной разработкой игры Diablo III.
Впоследствии имена трёх бывших сотрудников Blizzard North появились в титрах вышедшей в 2007 году игры World of Warcraft: The Burning Crusade, а работа Фройлана Гарднера, художника упразднённой компании, нашла отражение в настольной карточной игре World of Warcraft Trading Card Game, выпущенной в 2006 году компанией Upper Deck Company.
Несколько сотрудников из команды Diablo, в том числе Эрик Секстон, Митио Окамура и Стивен Ву, основали собственную компанию, Hyboreal Games..

## Игры

### Как Condor
- NFL Quarterback Club '95 (1994) — портативные версии
- Justice League Task Force (1995)
- NFL Quarterback Club '96 (1995)

### Как Blizzard North
- Diablo (1996) — экшн-ориентированная компьютерная ролевая игра
- Diablo II (2000) — экшн-ориентированная компьютерная ролевая игра
- Diablo II: Lord of Destruction (2001) — дополнение